# Éruption volcanique à la Martinique
Éruption volcanique à la Martinique je francouzský němý film z roku 1902. Režisérem je Georges Méliès (1861–1938). Film trvá zhruba jednu minutu. Ve Spojených státech vyšel pod názvem The Eruption of Mount Pelee a ve Spojeném království jako The Terrible Eruption of Mount Pelée and Destruction of St. Pierre, Martinique.
Film byl do roku 2007 považován za ztracený, než jeho kopii nalezl a restauroval filmový archiv Filmoteca de Catalunya.

## Děj
Film zachycuje rekonstrukci erupce sopky Mont Pelée na Martiniku, která 8. května 1902 zničila hlavní město Saint-Pierre a zabila téměř 30 tisíc lidí.